# Dmitrij Iljič Garkuša
Dmitrij Iljič Garkuša (rusky Дмитрий Ильич Гаркуша, 21. září 1918, Bolšaja Buromka, Čerkaská oblast – 22. června 2004, Kursk) byl ruský architekt. Je představitelem socialistického realismu.

## Život
V roce 1941 ukončil studium na architektonické fakultě charkovského stavebního institutu. V letech 1946–1948 byl starším architektem v Charkovoblproektu. V období 1948–1951 vedoucím architektonické dílny pod úřadem hlavního architekta města Kursk a 1951–1964 vedoucím projektové kanceláře Kurskoblproekt. V letech 1964–1980 působil jako ředitel Institutu Kurskgraždanproekt a dalších čtrnáct let byl hlavním architektem technického oddělení tamtéž.
Od roku 1948 byl členem Svazu architektů SSSR.
Mezi jeho projekty patří i dvě architektonické památky Kurska: Sovětská stranická škola na Leninově ulici č. 46 z roku 1959 a Svazový dům na Rudém náměstí z roku 1960. Obě navrhl ve spolupráci s architektem Anatolijem Nikolajevičem Ivanovem.

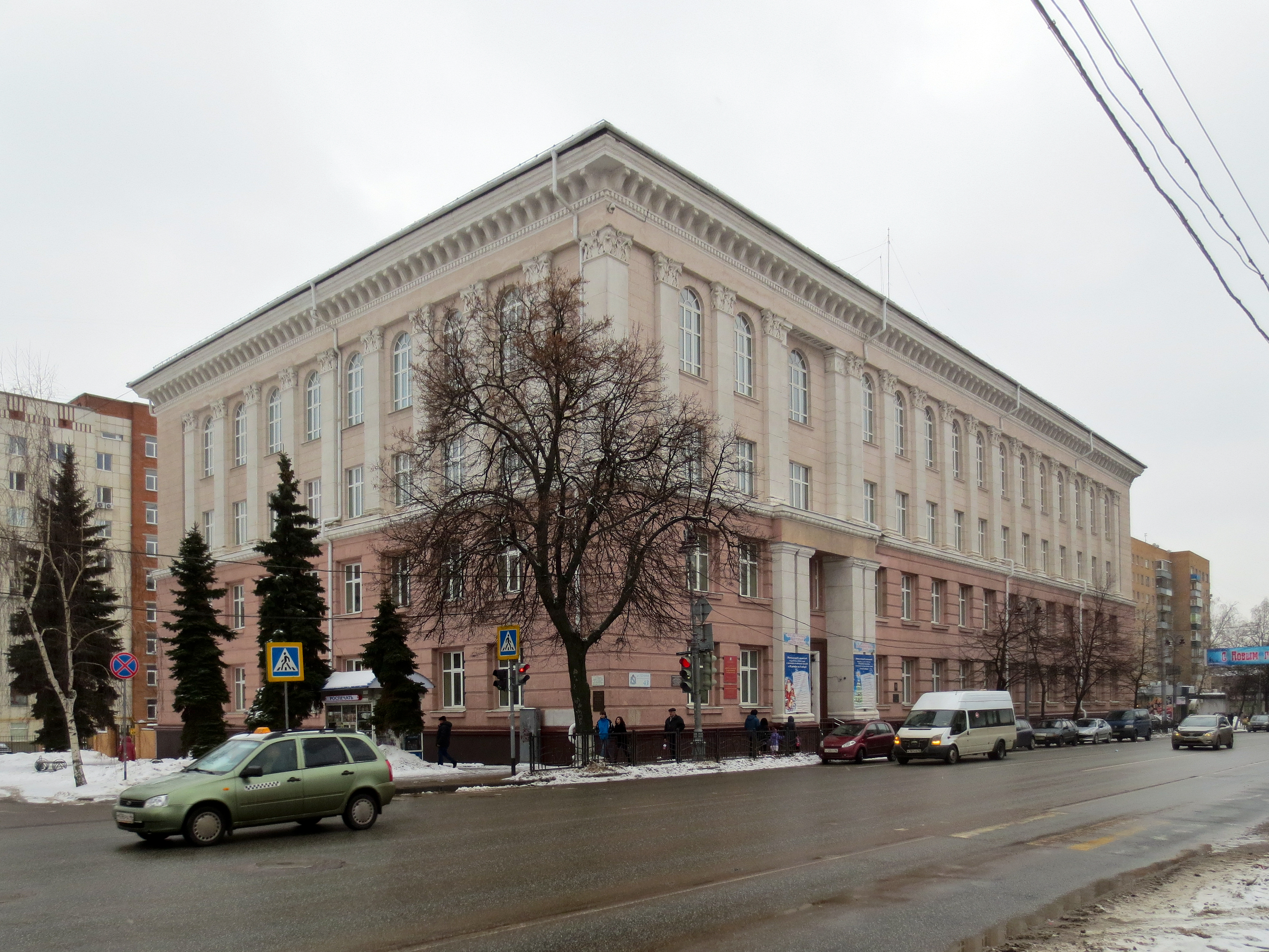
Sovětská stranická škola
Svazový dům